# 赫曼 (密苏里州)
赫尔曼（英語：Hermann）是美国密蘇里州加斯科內德縣的县治，位于密苏里河以南密苏里州莱茵兰的中部，在2010年的人口普查中有人口2431名。